# Cave Springs
Cave Springs è una città statunitense situata nello Stato dell'Arkansas, nella Contea di Benton.